# Kwiaty polskie
Kwiaty Polskie (Polska blommor) är en förening i Malmö med en folkdansgrupp med samma namn. Föreningen vill i första hand sprida polsk kultur samt ta till sig svensk kultur i form av dans och sång. Gruppen har uppträtt på flera platser i Sverige, förutom i Skåne under Malmöfestivalen, även bl.a. i Globen i Stockholm, Liseberg i Göteborg och Olofström. Utomlands i Frankrike, Rom (Italien), Polen samt Sydafrika.
Gruppen som består av barn, ungdomar och även vuxna bedriver sång- och danslektioner en gång i veckan. Gruppen dansar framförallt svenska och polska folkdanser.  Flera gånger om året visas de olika danserna upp för en blandad publik, alltifrån människor med tidigare erfarenhet av folkdans samt de som ser det för första gången. Hela organisationen består av cirka 170 medlemmar.
Den 24 maj 2018 firade föreningen ,,Kwiaty Polskie’’ sitt 35-årsjubileum med stor galakonsert i Malmö. Dans och sång framfördes av alla åldersgrupperna med början av de yngsta till de som varit med i 35 år.
Föreningens styrelseordförande: Eva Josefsson